# Faith Odunsi
 (juin 2022).
Faith Odunsi, née le 30 août 2005 à Scituate aux États-Unis, est une étudiante nigériane et lauréate en 2021 Global Open Mathematics competition, une compétition mondiale de mathématiques à l'âge de quinze ans. En 2022, elle remporte une compétition nationale.

## Biographie
Faith Odunsi naît le 30 août 2005 à Scituate, dans le Massachusetts, d'un père nommé Afolabi, chirurgien, et d'une mère femme d'affaires. Elle a un frère cadet nommé Olapido qui participe également à des compétitions de mathématiques.
Ses parents déménagent ensuite au Nigeria, dans la ville d'Ota (en), où Faith est scolarisée.

## Prix et récompenses
En 2019, Faith Odunsi participe pour la première fois au Global Open Mathematics competition, dont l'édition est organisée en Afrique du Sud. En mars 2021, à Londres, elle remporte pour la première fois cette compétition à l'âge de quinze ans,. Toutefois, ce concours juge surtout la rapidité de réponse, et non une difficulté particulière.
Le 24 janvier 2022, elle remporte l'édition nationale du concours des mathématiques, répondant correctement à dix-neuf questions en une minute,,.